# Mosquée Kalenderhane
La mosquée Kalenderhane à Istanbul est une ancienne église grecque orthodoxe dédiée selon toute probabilité à la Vierge sous le nom de Theotokos Kyriotissa (litt : la mère de Dieu assise sur son trône) et datant du XIIe siècle. Elle est également connue comme mosquée sous le nom de Kalender Haneh Jamissi et comme église sous celui de Sainte-Marie-Diaconissa. Sur le plan architectural, elle représente un des rares exemples encore existant d’église byzantine en croix grecque surmontée d’un dôme datant de la période intérimaire de l’architecture byzantine. 

## Emplacement
La mosquée est située dans le district de Fatih, à Istanbul, dans le quartier Vefa, immédiatement au sud de l’extrémité est de l’aqueduc de Valens et à moins d’un kilomètre au sud-est de l’église-mosquée de Vefa.

## Histoire

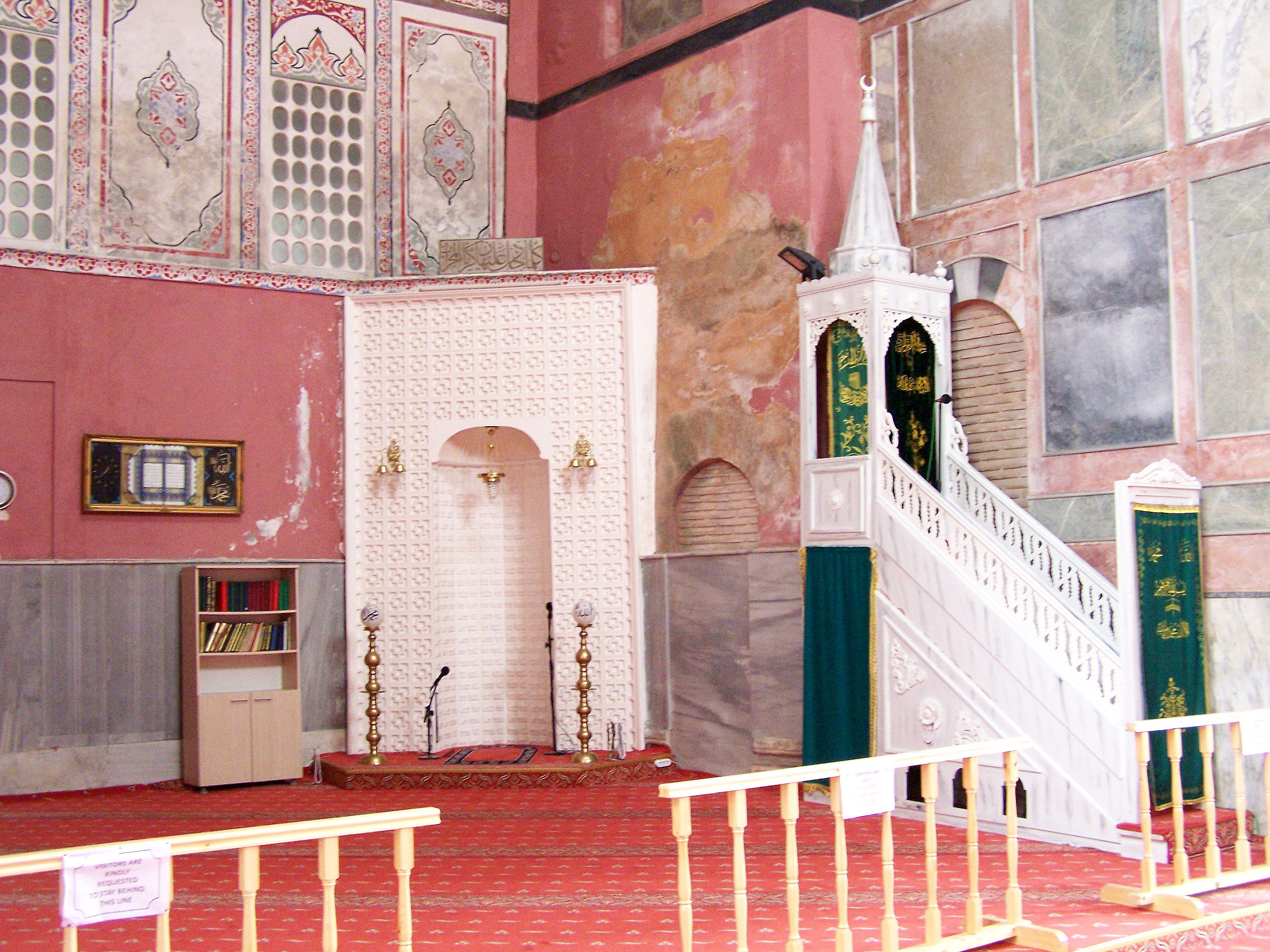
Le sanctuaire de l’actuelle mosquée avec le mihrab et le minbar.

Le premier édifice construit sur ce site fut sans doute un bain romain. Au VIe siècle une église-halle*  fut construite sur cet emplacement dont l’abside* s’appuyait sur l’aqueduc de Valens. Un peu plus tard, peut-être au VIIe siècle, une église plus imposante fut construite au sud de la première. Enfin une troisième église réutilisant le sanctuaire* et l’abside* (détruite subséquemment par les Ottomans) de la deuxième fut édifiée à la fin du XIIe siècle à la fin de l’ère coménienne . On peut la dater d’entre 1197 et 1204,  car Constantin Stilbes fait allusion à sa destruction lors d’un incendie en 1197 et elle existait lors de l’arrivée des croisés. L’église était entourée d’autres édifices faisant également partie du monastère, mais ces derniers disparurent durant la période ottomane. Après la conquête de Constantinople par les croisés en 1204, l’église fut transférée au culte catholique romain et devint en partie la responsabilité du clergé franciscain .
Après la conquête finale de Constantinople par les Ottomans en 1453, Mehmet II fit personnellement don de l’église à la confrérie des derviches dite Kalenderi. Ces derniers l’utilisèrent comme zaviya* et imaret*; depuis lors l’édifice fut connu sous le nom de Kalenderhane (litt en turc : Maison des Kalenderi). 
Ce waqf* possédait de nombreuses propriétés en Thrace ainsi que plusieurs maisons de bains  à Istanbul et Galata. Quelques années plus tard, Arpa Emini Mustafa Efendi y ajouta une mektep* et une médrasa*.
En 1746, Haci Beşir Ağa (mort 1747), le Aizlar Ağasi du palais de Topkapi compléta la transformation de l’église en mosquée en faisant construire un mihrab*, un minbar* et un mahfil*. Ravagée par des incendies et ébranlée par des tremblements de terre, la mosquée fut rénovée successivement en 1855, en 1880 et en 1890. Elle fut abandonnée dans les années 1930 après que le minaret* eut été détruit par la foudre et la médrasa démolie.
Dans les années 1970, l’édifice fut restauré grâce aux efforts conjoints de Cecil L. Striker et Doğan Kuban, lesquels en firent l’étude et, en dix ans, la remirent dans l’état où elle était au XIIe siècle. Le minaret* et le mihrab* furent reconstruits, ce qui permit à la mosquée d’être rouverte au culte.
Les travaux de restauration permirent également de résoudre le problème de savoir à qui l’église avait été dédiée à son origine. Van Millingen, qui fit en 1912 un relevé des églises chrétiennes de Constantinople, mentionnait diverses possibilités suggérées par ses prédécesseurs, entre autres celle de la Theotokos tēs Diakonissēs (litt: La Vierge des diaconesses, d'après le quartier où elle était située). Une autre possibilité était celle du Christos ho Akatalēptos (litt: Le Christ qui ne peut être connu). Toutefois, la découverte d’une fresque du donateur dans la chapelle du sud-est et une autre fresque située au-dessus de l’entrée principale du narthex*, portant toutes deux le mot « Kyriotissa » (litt : sur son trône), suggère fortement que l’église était dédiée à la Theotokos Kyriotissa .

## Architecture

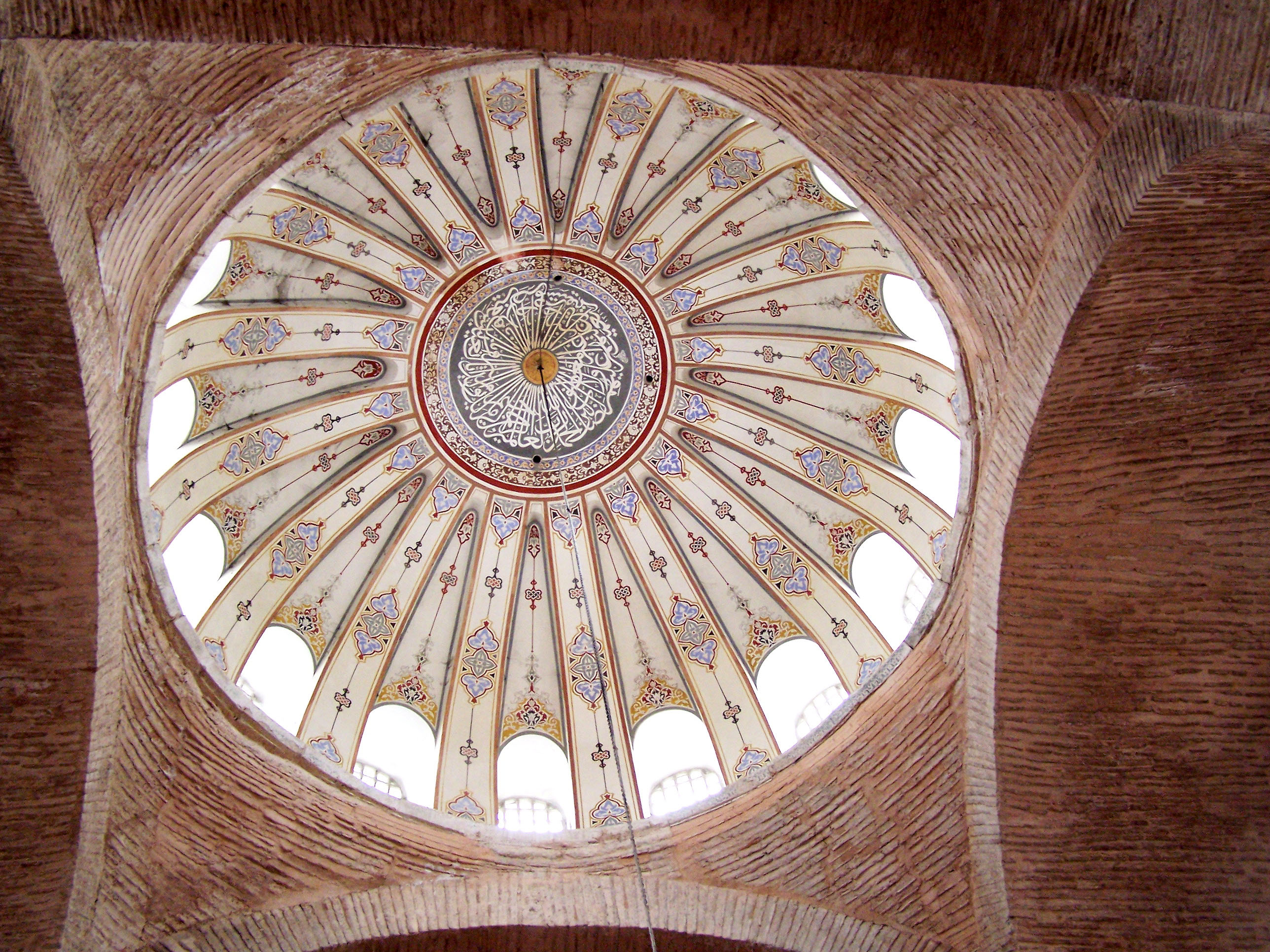
Le dôme de la mosquée.

L’édifice est construit selon un plan centré* en croix grecque dont les bras supportent une voute en berceau*, le tout couronné par une coupole* à seize croisées d’ogive*. La structure extérieure est typique de la période intermédiaire byzantine faite d’une maçonnerie où alternent rangées de briques et rangées de pierre. L’entrée se fait par un esonarthex* et un exonarthex* du côté ouest, tous deux ajoutés par la suite.
Une galerie* supérieure surplombant l’esonarthex* selon le même plan que celle de l’église du Christ pantocrator fut retirée en 1854. Les bas-côtés* sur les côtés nord et sud le long de la nef furent également détruits, possiblement aussi au XIXe siècle. Les arcs triples qui unissaient originellement les bas-côtés* à la nef principale portent maintenant les fenêtres inférieures de l’église. 
Le sanctuaire se trouve du côté est; toutefois, le mihrab* et le minbar* sont situés dans un coin afin de respecter l’orientation en direction de La Mecque. 
Ont également survécu la prothesis* et le diakonikon*, deux petites chapelles latérales typiques de la période intermédiaire et de la période tardive de l’architecture ecclésiale byzantine. 
La décoration intérieure de l’église, en grande partie conservée, consiste en splendides panneaux de marbre coloré et moulures*, ainsi qu’en superbes cadres travaillés pour icônes. Deux de ses éléments sont uniques à Istanbul : une mosaïque d’un mètre carré représentant « La présentation du Christ », seul exemplaire d’un sujet religieux précédant la période iconoclaste à avoir survécu, ainsi qu’un cycle de fresques du XIIIe siècle représentant la vie de saint François d’Assise, découvert dans une chapelle au sud-est de l’édifice et peint pendant la période de l’occupation latine. C’est la plus ancienne représentation de ce saint que nous possédions et a probablement été peinte peu après la mort de celui-ci en 1226. Ces deux artefacts ont maintenant été retirés, restaurés, et peuvent être vus au Musée archéologique d'Istanbul.
Avec la mosquée Gül d’Istanbul, l’église Hagia Sophia de Thessalonique et l’église de la Dormition (Koimesis) d’Iznik (autrefois Nicée), la mosquée Kalenderhane représente l’un des principaux exemples d’église en croix grecque avec dôme* de la période intermédiaire de l’architecture byzantine.

## Galerie

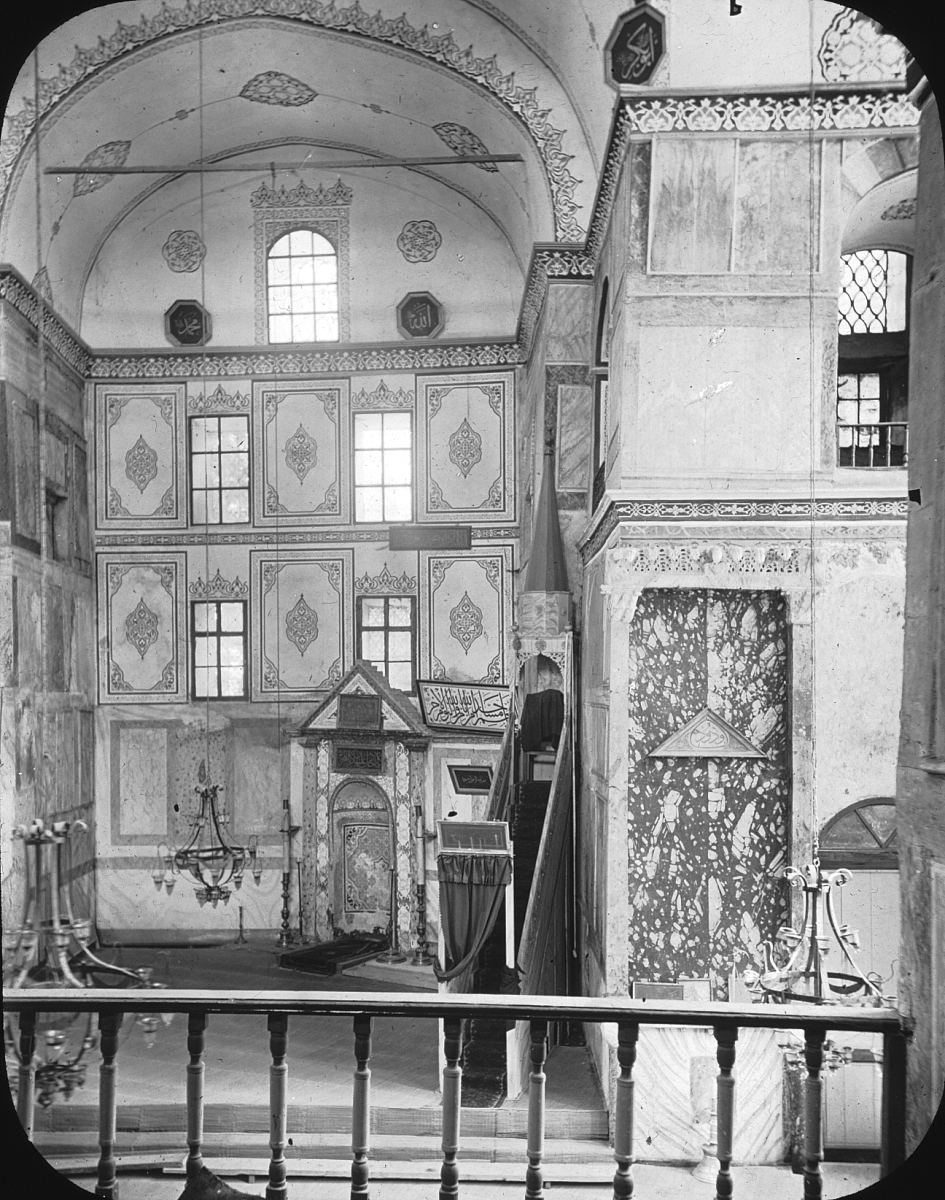
Intérieur de la mosquée vu de la galerie en direction du chœur (1903 – Brooklyn Museum archives, Goodyear Archival collection).
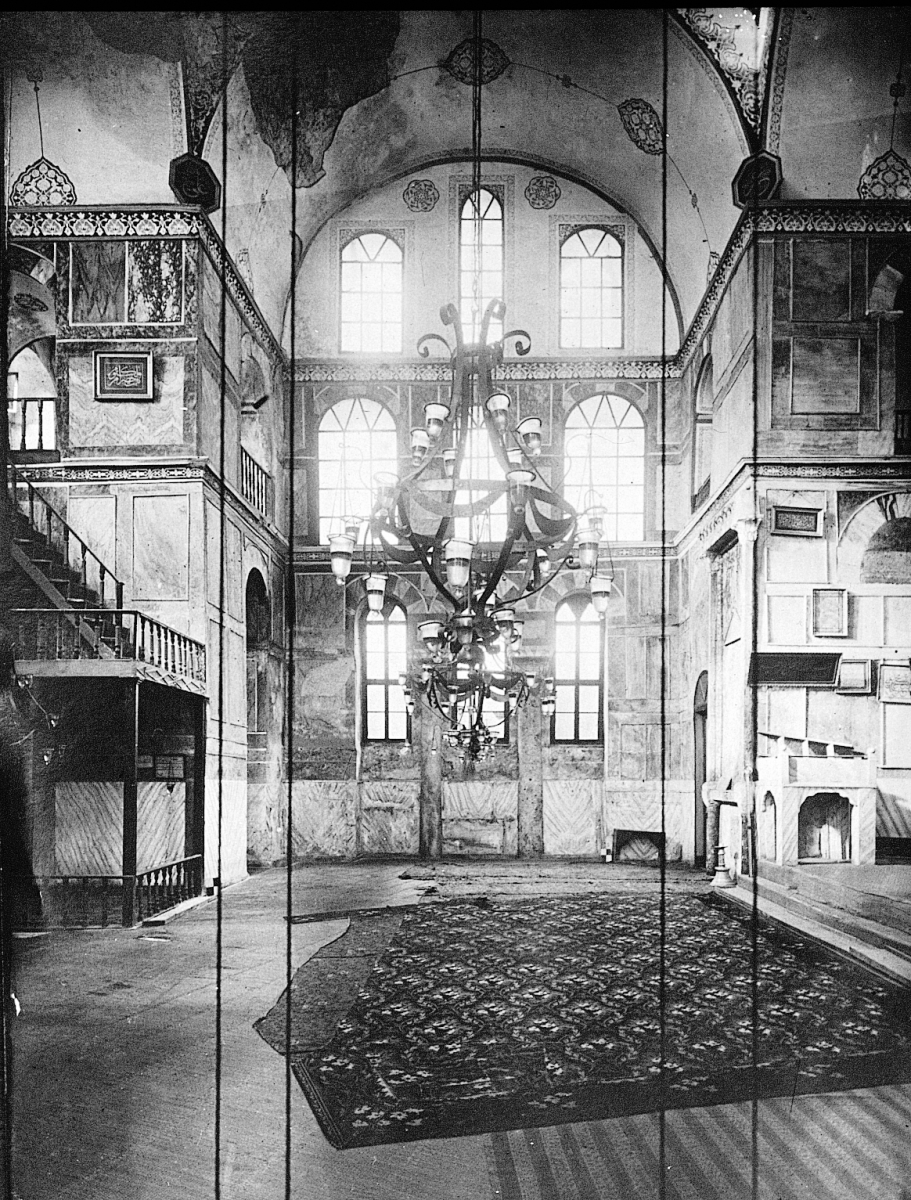
Centre de la mosquée (1903 – Brooklyn Museum archives, Goodyear Archival collection).
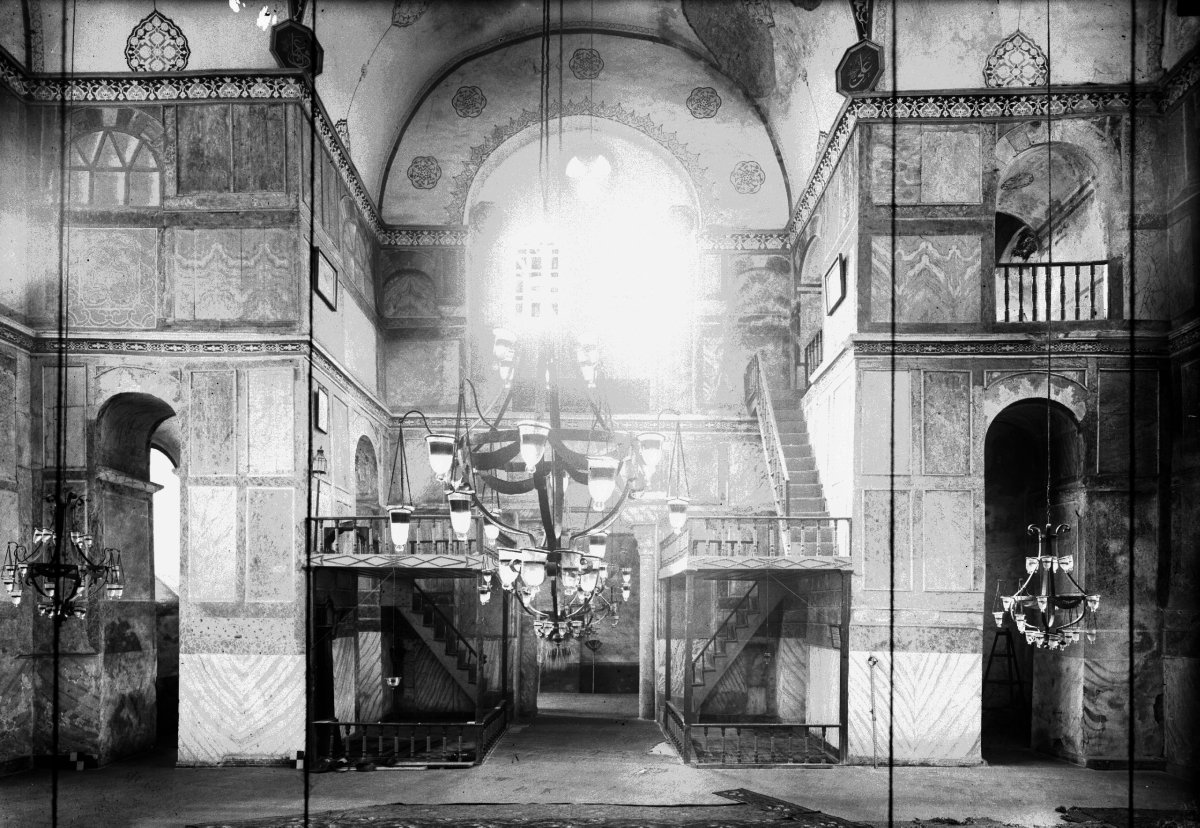
Vue du chœur en direction de l’entrée (1914 – Brooklyn Museum Archives, Goodyear Archival collection).
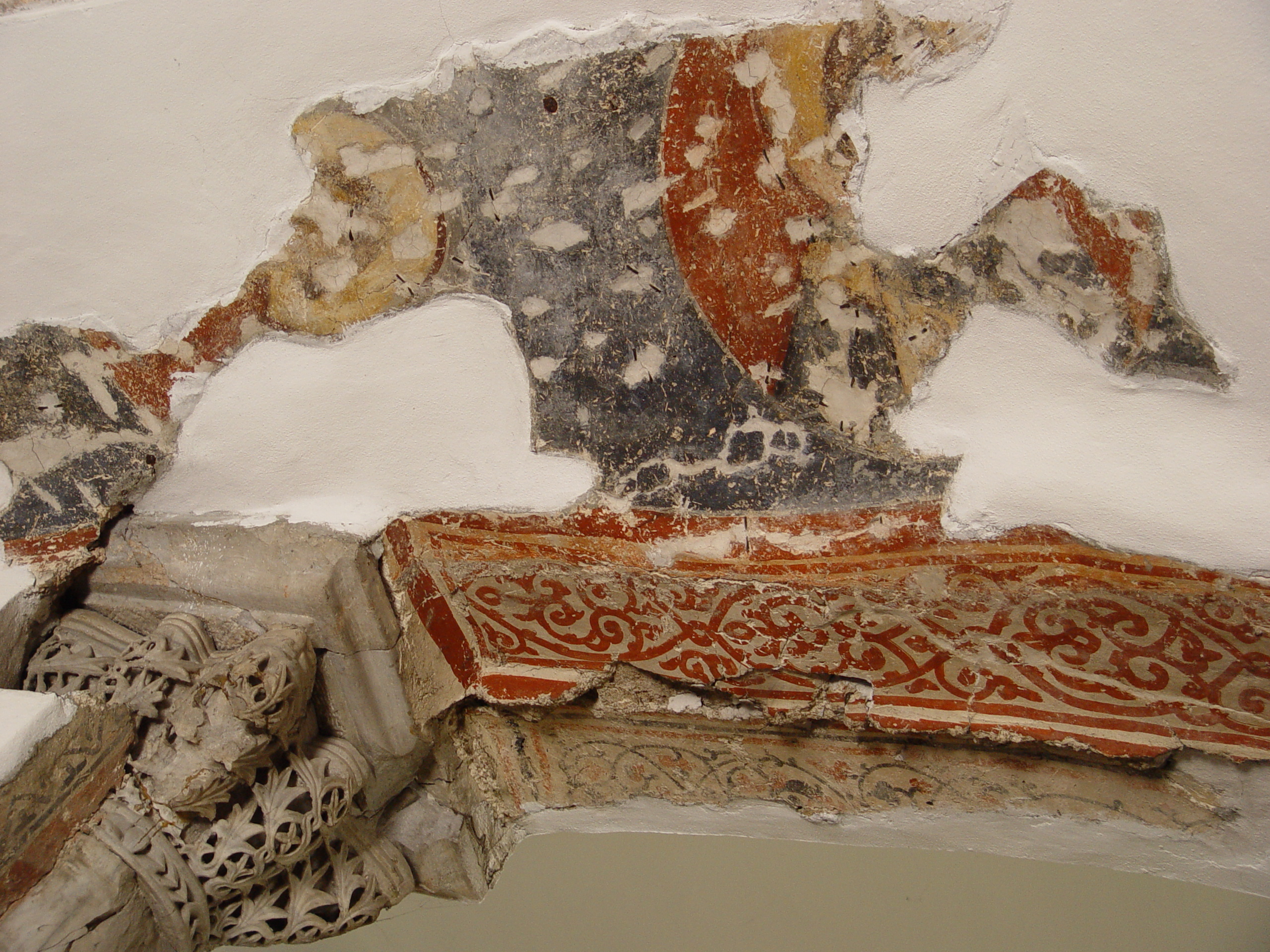
Fresque de la mosquée Kalenderhane
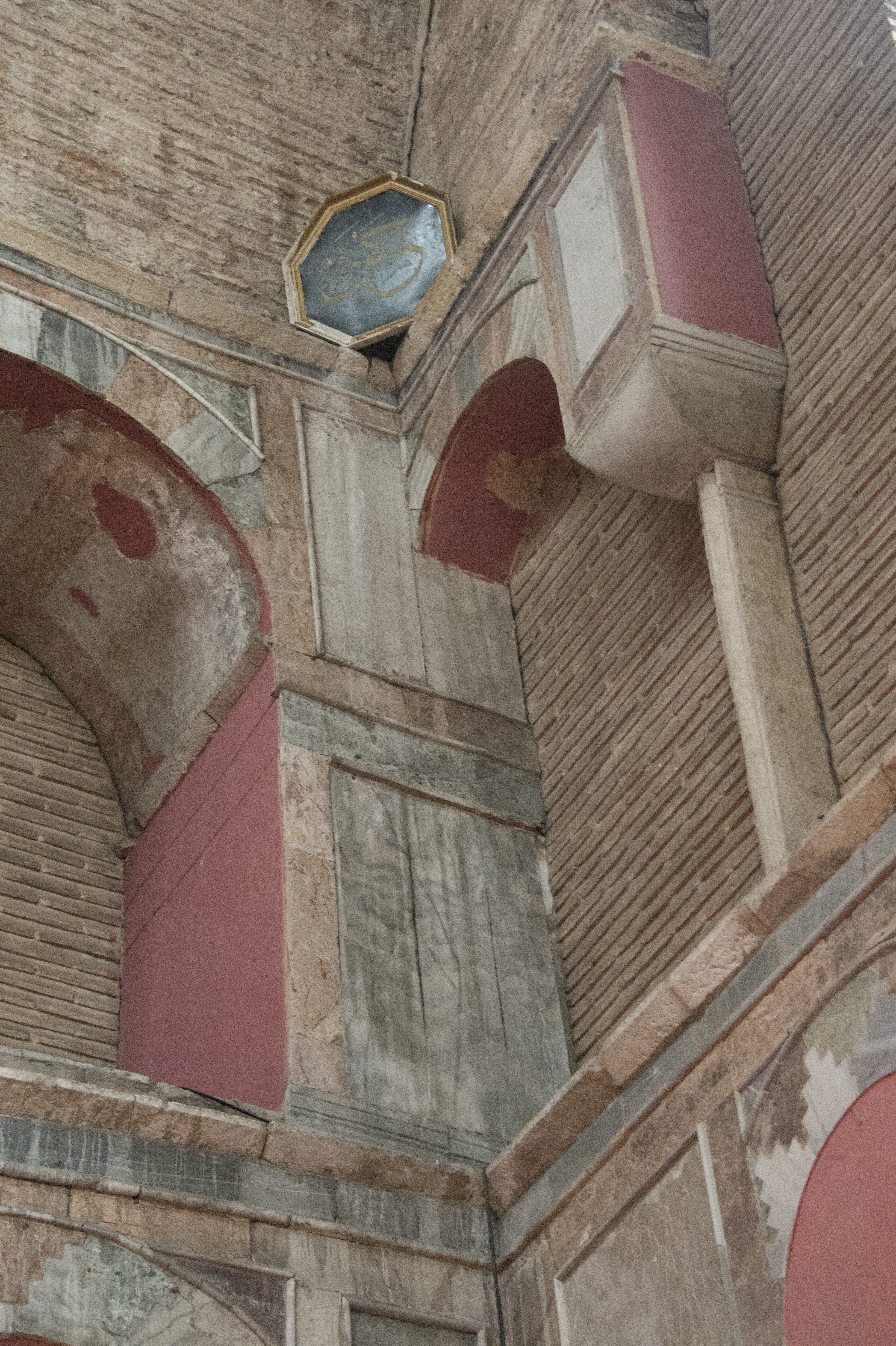
Intérieur de la mosquée
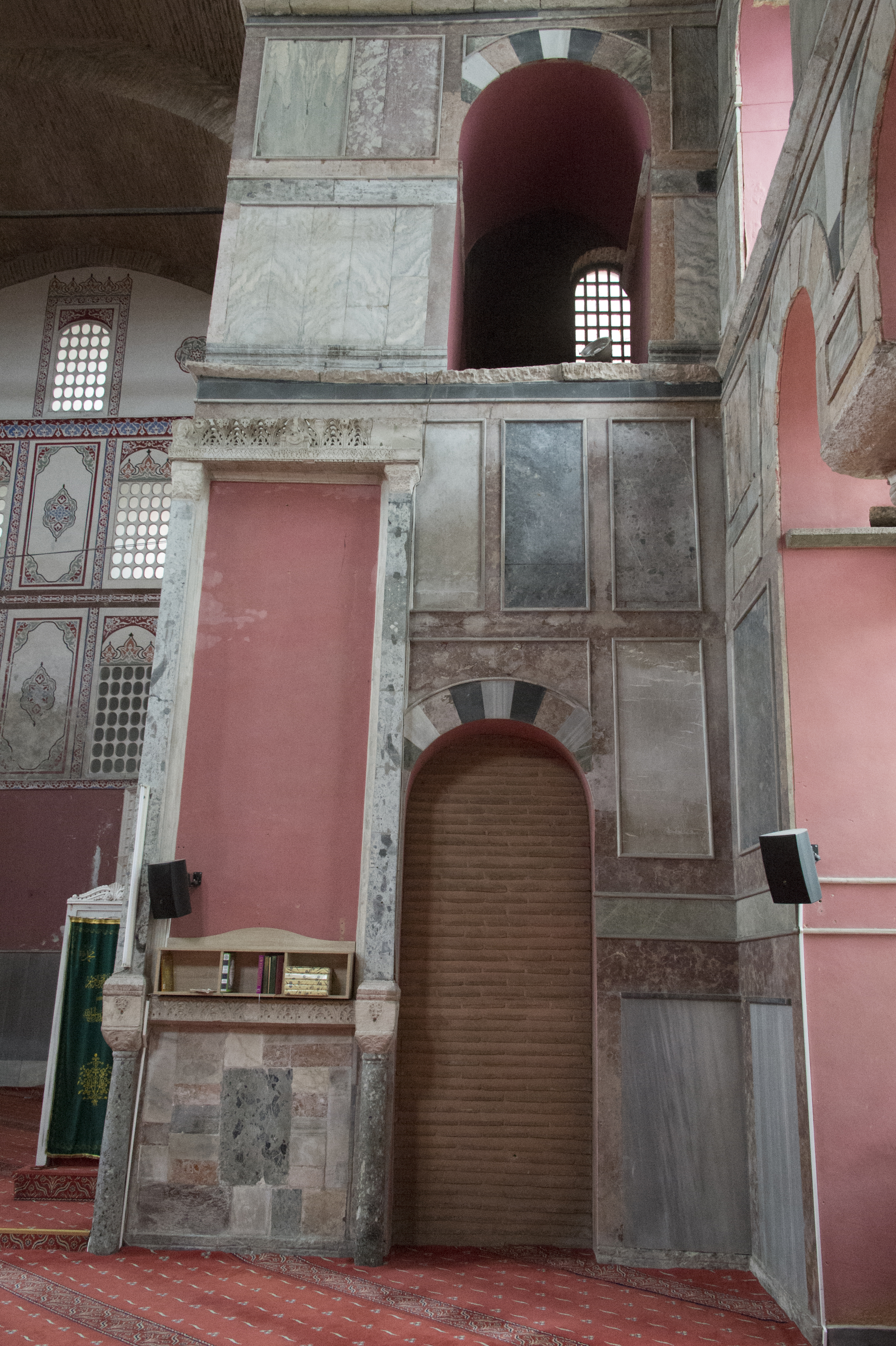
Intérieur de la mosquée
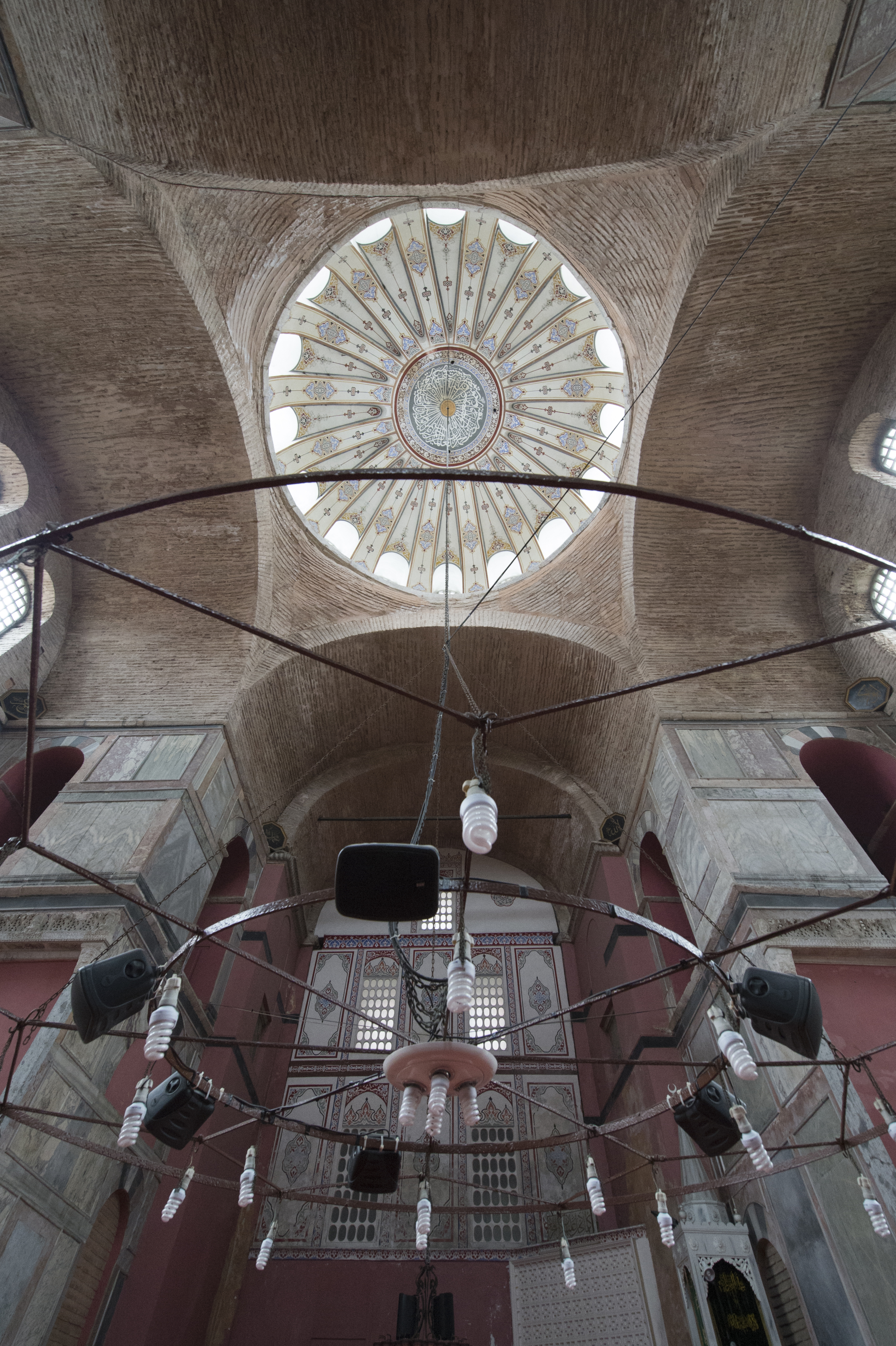
Intérieur incluant le dôme
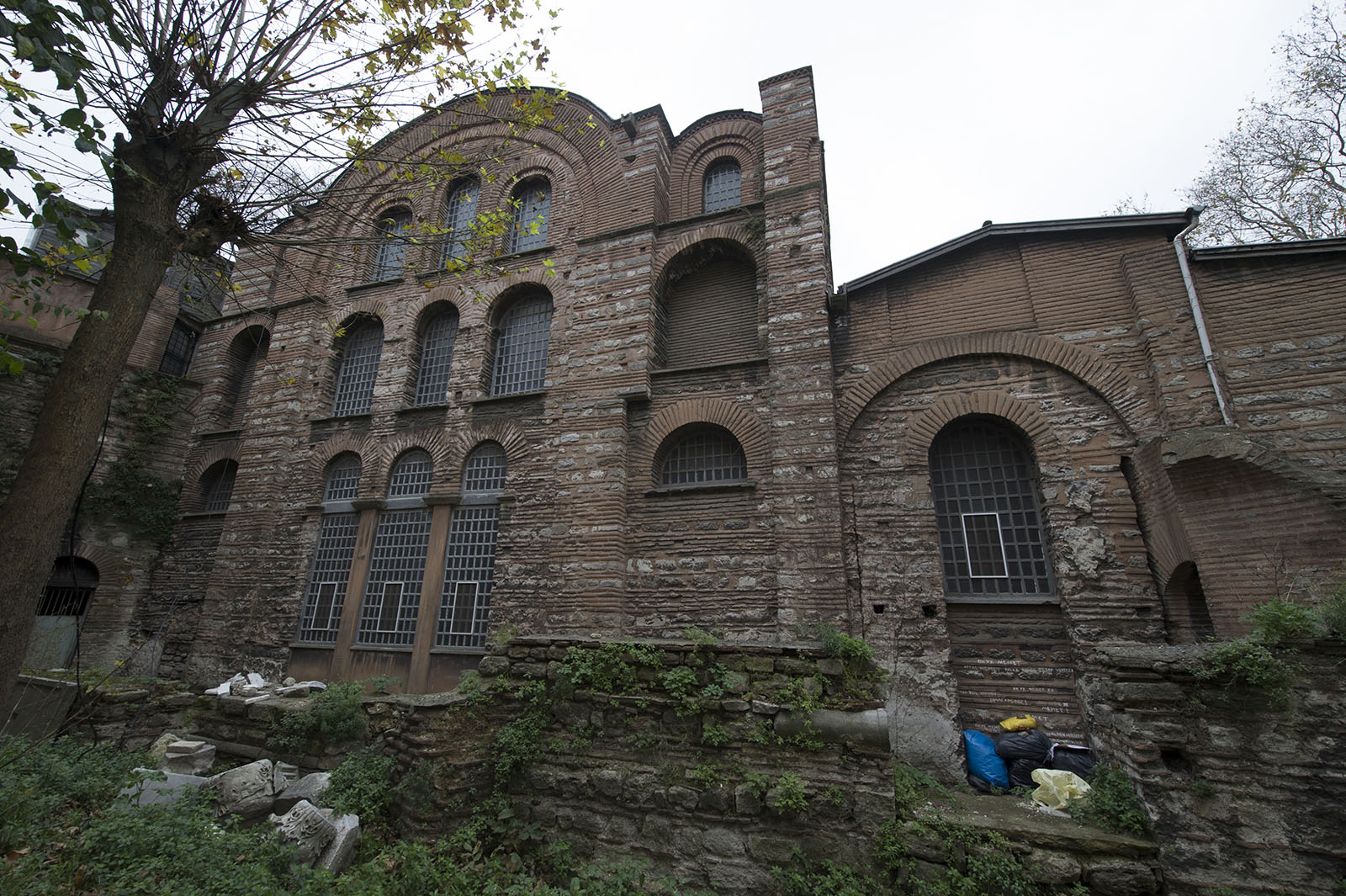
Extérieur de la mosquée
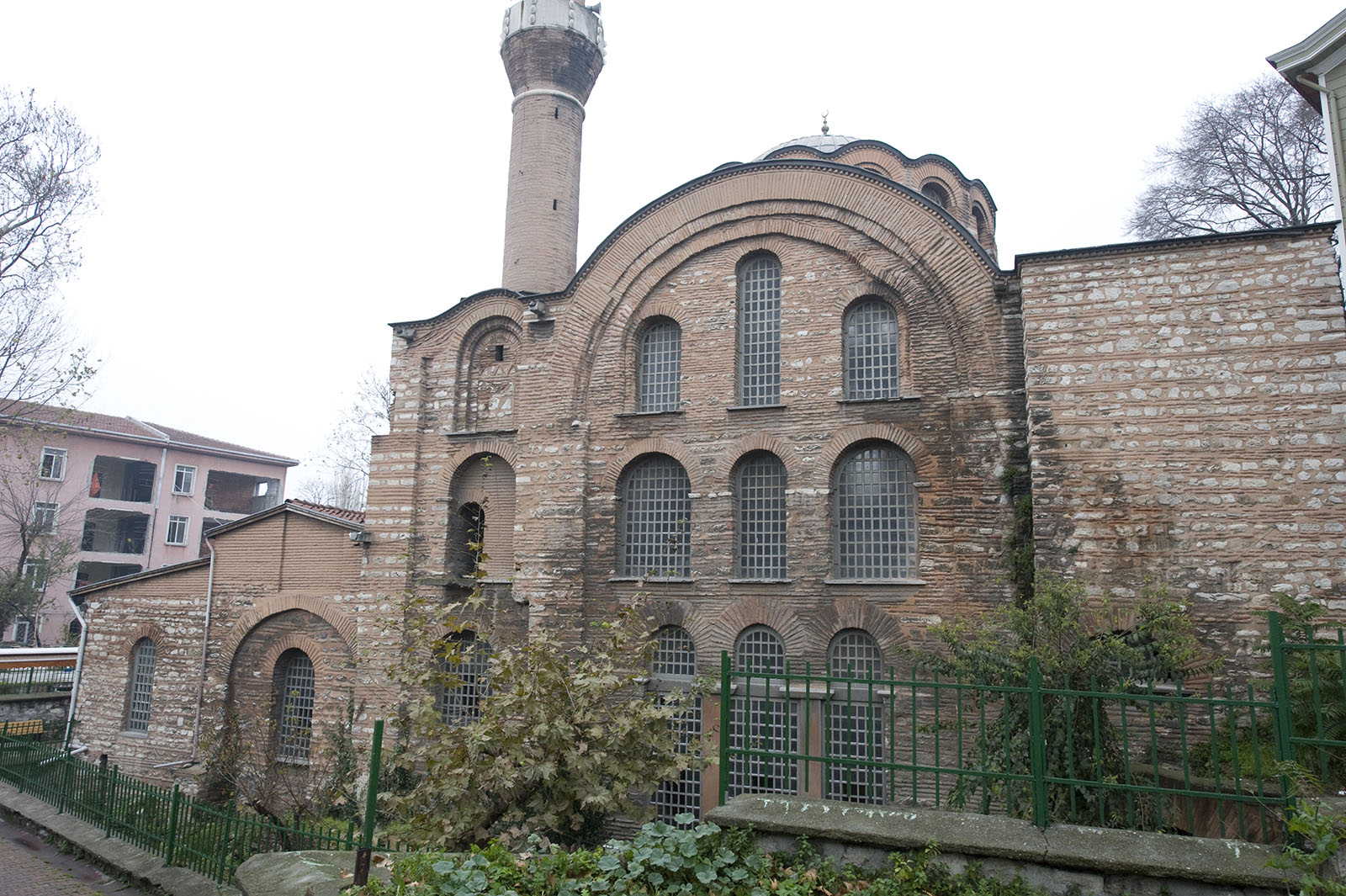
Extérieur de la mosquée

## Glossaire
- Abside (La plupart des définitions sont tirées de Vogüe, « Dictionnaire technique » [1965]) : Extrémité de la nef en forme de demi-cercle, voutée en forme de coquille.
- Bas-côté : Nef latérale d’une église de hauteur moindre que la nef principale. Lorsqu’ils sont de la même hauteur, ils sont appelés collatéraux.
- Coupole : Voute hémisphérique ou d’une forme se rapprochant plus ou moins de la demi-sphère et dont l’extérieur porte le nom de dôme.
- Croisée d’ogive : croisement de deux arcs d’ogive qui forment l’ossature de la voute.
- Diakonikon : Absidiole latérale sud (à droite de l'iconostase) placée sous la surveillance d'un diacre où sont conservés les vases sacrés et les vêtements liturgiques dans les édifices religieux orthodoxes. Elle correspond à la sacristie chez les chrétiens d'occident. Avec le prothesis, il forme le pastoria.
- Église-halle : Église dont le vaisseau central et les collatéraux (vaisseaux latéraux) sont de hauteur égale (et pouvant éventuellement être de largeur égale ou non), et communiquent entre elles sur toute cette hauteur.
- Esonarthex et Exonarthex : voir ci-après, « narthex ».
- Galerie : Passage (souvent fort étroit) recouvert placé soit à l’intérieur, soit à l’extérieur d’un édifice et servant de passage d’un lieu à un autre.
- Imaret : Un des noms utilisés pendant l’Empire ottoman du XIVe siècle au XIXe siècle pour désigner un établissement donnant à manger aux pauvres.
- Mahfil : Plateforme surélevée dans une mosquée, opposée au minbar, où le muezzin coordonne les chants et prières en réponse aux prières de l’imam.
- Médrasa  (ou madrassa) : école ou université coranique.
- Mektep (ou kuttab) : école primaire musulmane.
- Mihrab : Niche architecturale souvent décorée de deux colonnes et d’une arcature, qui indique la qibla, c'est-à-dire la direction de la kaaba à La Mecque vers où se tournent les musulmans pendant la prière.
- Minaret : Tour dépassant tous les autres bâtiments fournissant un point élevé au muezzin pour les cinq appels quotidien à la prière.
- Minbar : Chaire d'où le khatib (imam ou mollah) fait son sermon (khutba) lors de la prière du vendredi (jumu`ah) dans une mosquée.
- Moulure : Ornements se développant en longueur sur un profil qui ne change pas et paraissant « moulés » les uns aux autres. Ils se profilent en creux ou en relief sur les membres d’architecture dont ils permettent de déterminer le style et l’époque.
- Narthex : Élément architectural typique des premières églises et basiliques chrétiennes, consistant en un lieu situé à l’ouest de la nef, opposé à l’autel principal et servant de vestibule. Il est souvent divisé dans les églises byzantines en deux parties distinctes : le narthex intérieur ou esonarthex et le narthex extérieur ou exonarthex précédant l'atrium. Dans les églises orthodoxes, ces deux parties du narthex avaient des fonctions liturgiques différentes.
- Plan centré : Plan d’église massé par opposition à l'église à plan basilical (voir illustration). Ce type de plan s'accompagne souvent d'une coupole.
- Prothesis : Partie de l’église attenante au sanctuaire où sont disposés les objets qui serviront pendant le culte. Avec le diakonikon, elle forme le pastoria.
- Sanctuaire : Dans une église ou un temple, le sanctuaire est la partie où se trouve l'autel  et où s'accomplissent les rites sacrés. Le sanctuaire ne doit pas être confondu avec le chœur qui est l'espace où se tiennent les moines ou le clergé pour le chant de l'office divin, quoique dans les petites églises, le sanctuaire et le chœur ne forment qu'un.
- Voute en berceau : voute formée par un arc de cercle prolongé en cylindre dont la directrice est une droite; c’est la plus simple des voutes.
- Waqf : Donation faite à perpétuité dans le monde musulman par un particulier à une œuvre d'utilité publique, pieuse ou charitable, ou à un ou plusieurs individus. Le bien donné en usufruit est dès lors placé sous séquestre et devient inaliénable. Équivaut à « fondation » dans le monde occidental.
- Zaviya (ou zaouia): École ou monastère religieux musulman.